# 骨科
骨科（orthopaedics）或骨科学，即骨外科（orthopedic surgery），也有译作矫形外科，是使用手术和非手术的方法来治疗肌肉骨骼系统创伤、脊柱损伤、运动损伤、退行性疾病、感染、肿瘤和先天性疾病的一门外科医学分支。

## 历史

### 早期
早期的西方骨科发展源自战争时期的治疗经验积累。在中世纪的战场中，伤员被用马血浸泡过的绷带包扎。这种方法虽然并不卫生，但绷带干燥后会形成坚硬的夹板可以起到支撑保护的作用。
1741年，巴黎大学教授尼古拉斯·安德里在教材中根據希腊语 orthós（正确的、直的）和 paideía（抚养孩子）创造了  这一法语名词。他主张用锻炼、矫正和夹板来治疗儿童畸形。他的书籍直接面向儿童父母，并且其中一些内容直到今天仍然并不过时，他的书中还包括了治疗“手掌出汗”和雀斑等内容。
瑞士医生让-安德烈·维内尔（Jean-André Venel）于1780年创立了历史上第一所骨科矫形医院，专门治疗儿童骨骼畸形。他还开发出专门矫正儿童足内翻的鞋以及多种治疗脊柱侧弯的方法。
18世纪后，手术治疗技术取得了长足进步。例如约翰·亨特（John Hunter）在肌腱康复上的研究和珀西瓦尔·波特（Percivall Pott）在治疗脊柱结核性弯曲上的工作，使得有效治疗的方法稳步增加。1851年，荷兰军医安东尼乌斯·马蒂森（Antonius Mathijsen）发明了熟石膏固定。不过直到19世纪90年代，骨科学仍然局限在治疗儿童畸形上。而第一个被开发出的手术治疗方法是经皮腱切断术。其过程最初包含将跟腱切断，辅以支撑和锻炼来帮助治疗畸形。在19世纪末至20世纪初，围绕骨科学根本应不应该包括手术方法这一问题的看法形成了巨大争议。

### 现代

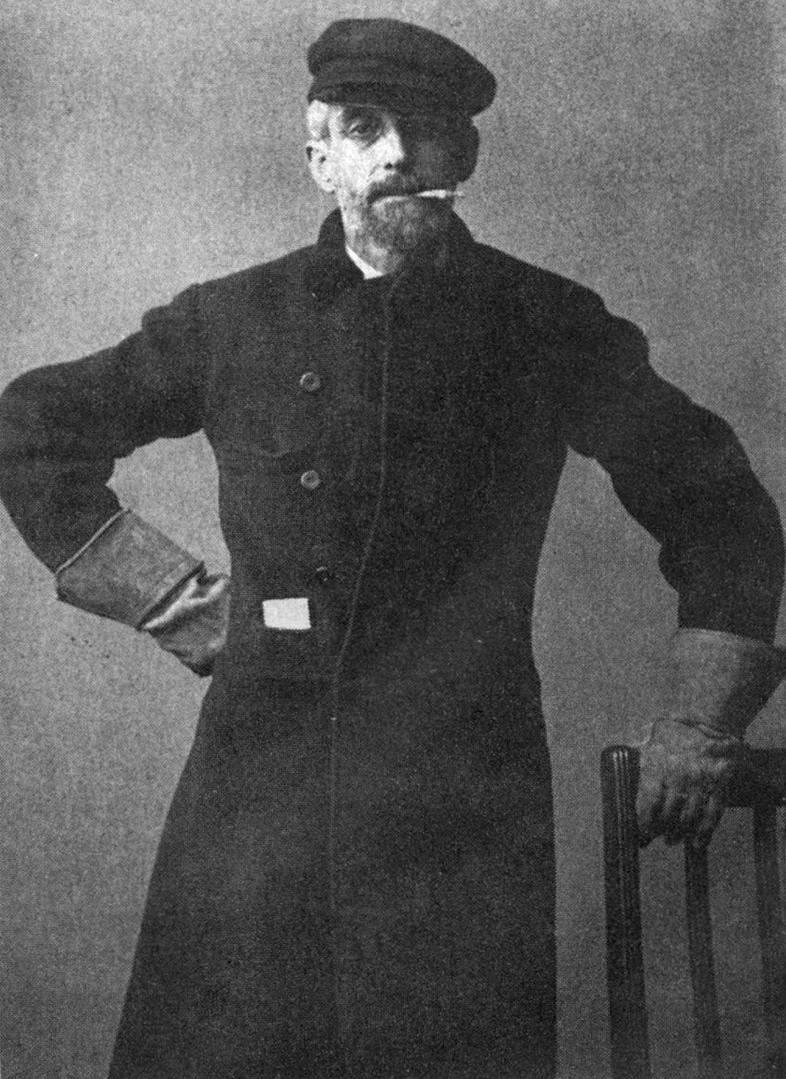
休·欧文·托马斯，现代骨外科的先驱

在推动现代骨科发展的人物中，包括了来自威尔士的外科医生休·欧文·托马斯（Hugh Owen Thomas）和他的外甥罗伯特·琼斯（Robert Jones）。托马斯年轻时对骨科和接骨产生了浓厚兴趣，在经过个人实践后他开始在骨折治疗等领域拓展。他主张强制休息是治疗骨折和结核病最好的方式，并发明了一种“托马斯夹板”来固定股骨同时防止感染。他还创造了其他许多都以他命名的医疗发明：比如“托马斯护颈”用以治疗颈椎结核，“托马斯手法”用以诊断髋关节骨折，“托马斯试验”让病人平躺来测试髋关节屈曲挛缩，“托马斯扭”来减少骨折，以及一种破骨細胞可用于分解并重构骨骼。
托马斯的贡献在他生前并没有得到足够的重视，到第一次世界大战时他的技术才被应用于伤员治疗上。而他的外甥罗伯特·琼斯在1888年曼徹斯特運河的建设中担任外科医生主管，在此期间已经在骨科发展上得了重大进步。他负责了两万名工人的医疗保障，并组织了世界上第一个综合性的救护服务。他将总长36英里的建设工地分为三个部分，并在每一部分设立一所医院和一系列的急救站。医护人员也对骨折处理进行了专门的培训。他本人则在自己的医院中处理了3000起病例并进行了300台手术。这段经历使得他学习到了新的技术并改善了骨折处理的水准。世界各地的医生纷纷来到琼斯的诊所来学习他的新技术。1894年，他与阿尔佛雷德·塔比（Alfred Tubby）一起，共同创建了英国骨科学会。
一战期间，琼斯在英国地方自卫队充当军医。他观察到不论在前线或是后方医院中，对骨折的治疗都相当不完善。经过努力，他引入了军事骨科医院。他被任命为军事骨科督察员，负责超过30000张床位。这所位于哈默史密斯的医院后来成为了英美军事骨科医院的样板。他对托马斯夹板在股骨骨折上的广泛使用使得1916年至1918年间，复合股骨骨折的死亡率从87%降至不到8%。
使用髓内钉来治疗股骨和胫骨骨折的方法由德国人格哈德·孔歇尔（Gerhard Küntscher）开创。这使得在第二次世界大战期间受伤德国士兵的恢复速度显著上升，并让髓内固定手术在世界范围内被广泛采用。但是直到1970年代末西雅图港景医疗中心（Harborview Medical Center）将髓内固定普及前，开放式的牵引治疗都仍然是治疗股骨骨折的标准手段。

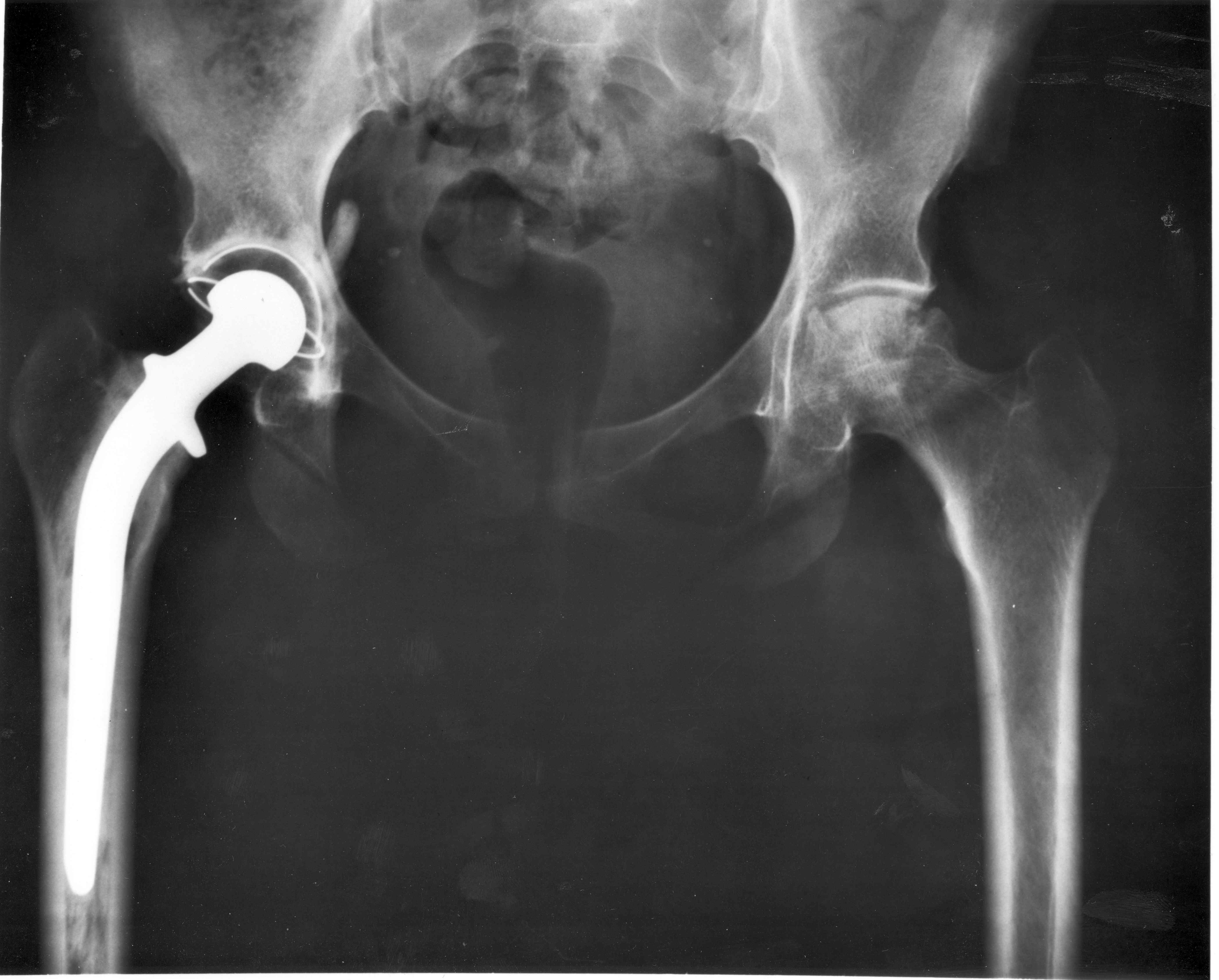
髋关节置换后的X光片

现代的全髋关节置换由约翰·查恩利爵士（Sir John Charnley）开创。查恩利是1960年代英国莱廷顿医院的一名摩擦学专家，他发现关节表面可以由与骨头接合的植入物替代。他的设计由不锈钢的一体式股骨柄和股骨头与聚乙烯的髋臼假体组成，并都用聚甲基丙烯酸甲酯作为骨结合剂。在超过二十年的时间里，查恩利的低磨耗髋关节置换术及其衍生手术成为全世界最为广泛使用的系统，并奠定了现今所有髋关节置换的基础。
埃克塞特髋关节置换系统于同一时期开发（股骨柄的几何设计略有不同）。自查恩利以来，髋关节置换术不断有设计和技术上的优化，其中包括了来自哈佛的哈里斯（W. H. Harris），他和他的团队开创了非胶结的髋关节置换术，将骨头直接接合在植入物上。
膝关节置换术也采用了类似的技术，由麦金托什（McIntosh）用来治疗类风湿性关节炎病人，后在1970年代由哥斯顿（Gunston）与马默（Marmor）用于治疗骨关节炎；纽约的約翰·英索医生开发出了利用固定支承的系统，由弗雷德里克·比歇尔医生（Dr. Frederick Buechel）和迈克尔·帕帕斯医生（Dr. Michael Pappas）开发出了利用活动支承系统的技术。
骨折的外固定术在越南战争期间由美国的外科医生加以改进，但主要贡献由苏联的加夫里尔·伊里扎洛夫作出。他在未经过许多骨科医学训练的情况下，于1950年代被送往西伯利亚照看受伤的俄罗斯士兵。没有仪器的辅助，他需要面对的是不愈、感染和错位骨折的严重病情。在当地自行车店的帮助下他发明了一个环状外加固器，可以像单车车轮幅条一样绷紧。通过这个仪器他前所未有的成功治愈、复位并牵引拉伸治疗了病患。他的伊里扎洛夫固定器直到今天仍然被用于牵拉骨生成技术。
现今的骨外科研究正朝着微创手术以及改进植入物耐久和质量的方向发展。

## 常見的骨科手术
骨科手术是手术的分支，涉及肌肉骨骼系统。
- 對膝关节進行关节镜检查和半月板切除术
- 對肩部進行关节镜检查和减压术
- 釋放腕骨道
- 對膝关节進行关节镜检查和软骨成形
- 移除支撑的植入体
- 對膝关节進行关节镜检查和前交叉韧带重建
- 膝关节置换
- 修复股骨颈骨折
- 修复股骨粗隆间骨折
- 清创缝合皮膚、肌肉
- 對膝关节進行关节镜检查和修复半月板
- 髋关节置换术
- 對肩部進行关节镜检查和锁骨远端切除术

## 备注
1. ↑  关于名词“矫形外科”按汉语语意是指“整形外科”，为外科部门的一亚专科，但日本语用整形外科表示骨科，而用成型外科表示整形外科[5]。按英语 orthopedics 语源是希腊语 ὀρθός 表矫正，及 παιδεία 表养育儿童，与现今临床应用是不同的。